# Großer Preis von Senegal 1956

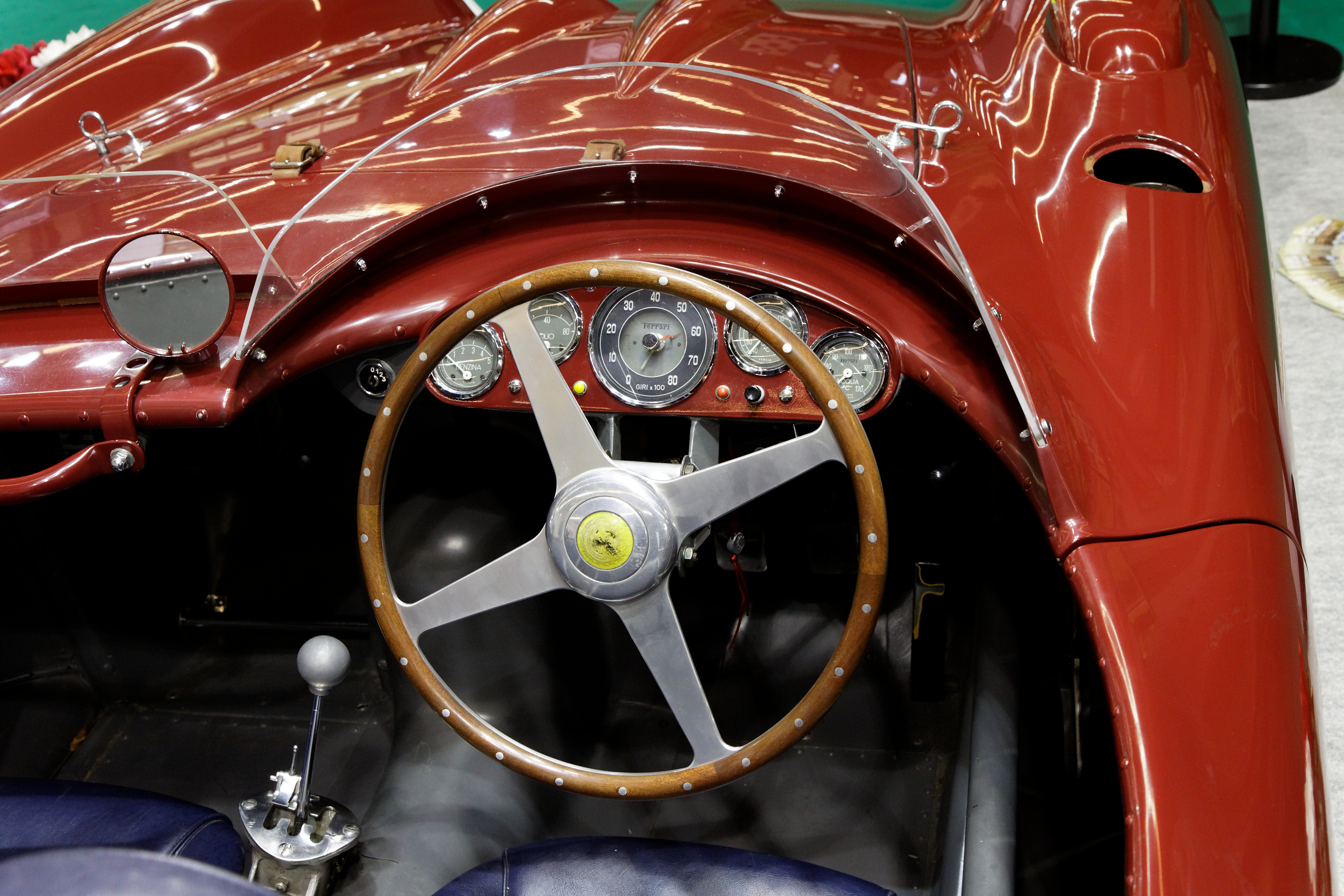
Cockpit eines Ferrari 857S

Der Große Preis von Senegal 1956, das 2-Stunden-Rennen von Dakar 1956, auch Grand Prix du Senegal, Dakar, war ein Sportwagenrennen, das am 11. März dieses Jahres auf einem Rundkurs in Dakar ausgefahren wurde. Das Rennen zählte zu keiner Rennserie.

## Das Rennen
In den 1950er-Jahren hatte der Motorsport in Nord- und Westafrika durchaus Bedeutung. In Algerien, Marokko, dem Senegal und in Angola wurden neben Monoposto- vor allem Sportwagenrennen ausgefahren. Bei diesen Rennen meldeten auch europäische Teams Fahrzeuge und Fahrer. 1956 fanden knapp hintereinander zwei Sportwagenveranstaltungen statt, Ende Februar der Große Preis von Agadir und zwei Wochen später der Große Preis von Senegal. Viele Fahrer fuhren daher beide Rennen.
Gefahren wurde auf einem Kurs in der Hauptstadt Dakar, über dessen Streckenführung- und länge nichts bekannt ist. An der Durchschnittsgeschwindigkeit der schnellsten Rennrunde, die mit 210,923 km/h angegeben wird, lässt sich aber ermessen, dass es sich um einen schnellen Kurs gehandelt haben muss. Wie in Agadir feierte auch in Dakar die Scuderia Ferrari einen Doppelsieg. Erneut blieb Maurice Trintignant vor seinem Teamkollegen Harry Schell erfolgreich. Dritter wurde Jean Behra, der für Maserati an den Start ging.

## Ergebnisse

### Schlussklassement
| 1               |  | 31 | Scuderia Ferrari        | Maurice Trintignant     | Ferrari 857S        | 35 |
| 2               |  | 35 | Scuderia Ferrari        | Harry Schell            | Ferrari 750 Monza   | 35 |
| 3               |  |    | Maserati                | Jean Behra              | Maserati 300S       | 35 |
| 4               |  |    |                         | Jean Lucas              | Ferrari 750 Monza   | 35 |
| 5               |  | 49 | Duncan Hamilton         | Graham Whitehead        | Jaguar D-Type       | 35 |
| 6               |  |    | Gordini                 | André Guelfi            | Gordini T24S        |    |
| 7               |  | 27 | Ecurie Francorchamps    | Jacques Swaters         | Ferrari 500TR       |    |
| Ausgefallen     |  |    |                         |                         |                     |    |
| 8               |  |    |                         | Jean Kerguen            | Aston Martin DB3S   |    |
| 9               |  |    | Hernando da Silva Ramos | Hernando da Silva Ramos | Gordini T15S        |    |
| 10              |  |    | René Bourrely           | René Bourrely           | Gordini T16S        |    |
| 11              |  |    | François Picard         | François Picard         | Ferrari 750 Monza   |    |
| 12              |  | 48 | Duncan Hamilton         | Duncan Hamilton         | Jaguar D-Type       |    |
| 13              |  |    |                         | Benoît Musy             | Maserati 250S       |    |
| 14              |  |    |                         | Ludwig Blendl           | Porsche 356 Carrera |    |
| 15              |  |    |                         | Paul-Ernst Strähle      | Porsche 356S        |    |
| 16              |  |    |                         | Cesare Perdisa          | Maserati 300S       |    |
| Nicht gestartet |  |    |                         |                         |                     |    |
| 17              |  |    |                         |                         | Maserati 300S       |    |

### Nur in der Meldeliste
Zu diesem Rennen sind keine weiteren Meldungen bekannt.

### Klassensieger
Zu diesem Rennen sind keine Klassensieger bekannt.

### Renndaten
- Gemeldet: 17
- Gestartet: 16
- Gewertet: 7
- Rennklassen: unbekannt
- Zuschauer: unbekannt
- Wetter am Renntag: unbekannt
- Streckenlänge: unbekannt
- Fahrzeit des Siegerteams: 1:48:47,000 Stunden
- Gesamtrunden des Siegerteams: 35
- Gesamtdistanz des Siegerteams: unbekannt
- Siegerschnitt: unbekannt
- Pole Position: unbekannt
- Schnellste Rennrunde: Maurice Trintignant – Ferrari 857S (#31) und Harry Schell – Ferrari 750 Monza (#35) – 3.40.000 – 210.923 km/h
- Rennserie: zählte zu keiner Rennserie